# حشره‌خوار کوچک آمریکای مرکزی
 حشره‌خوار کوچک آمریکای مرکزی (نام علمی: Cryptotis orophila) نام یک گونه از سرده حشره‌خوار گوش‌کوچک است.